# نيك إيفانز (لاعب كرة قاعدة)
نيك إيفانز (بالإنجليزية: Nick Evans)‏ هو لاعب كرة قاعدة أمريكي، ولد في 30 يناير 1986 في غلانديل في الولايات المتحدة.

## وصلات خارجية
- نيك إيفانز على موقع دوري كرة القاعدة الرئيسي (الإنجليزية)
- نيك إيفانز على موقع الدوري الياباني لكرة القاعدة (الإنجليزية)
- نيك إيفانز على موقع دوري كوريا الجنوبية لكرة القاعدة (الإنجليزية)
- نيك إيفانز على موقعبيزبول رفرنس.كوم (الدوري الرئيسي) (الإنجليزية)
- نيك إيفانز على موقعبيزبول رفرنس.كوم (الدوري الثانوي) (الإنجليزية)
- نيك إيفانز على موقع إي إس بي إن.كوم (أم.أل.بي) (الإنجليزية)
- نيك إيفانز على موقع مشجعي الرسوم البيانية (الإنجليزية)